# Ámbar gris

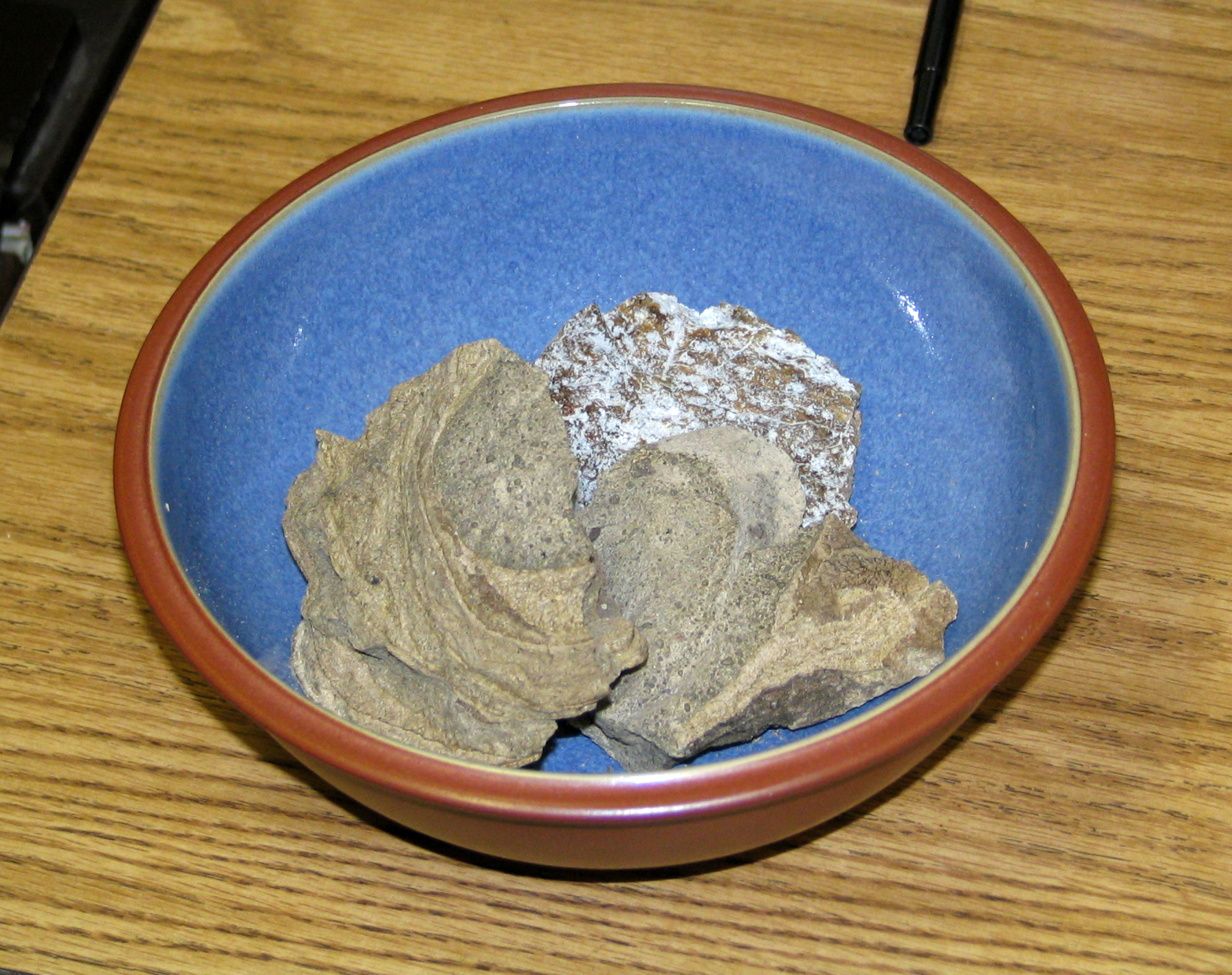
Ámbar gris.

El ámbar gris es una secreción producida por el cachalote. Es ceroso e inflamable, de color gris mate o negruzco, con tonalidades variadas como el mármol. Tiene un olor peculiar dulce y terroso parecido al del almizcle y al del alcohol isopropílico. Actualmente ha sido reemplazado en gran medida por compuestos sintéticos (tales como el Ambroxán), aun cuando se sigue usando ocasionalmente como fijador en perfumería.

## Origen

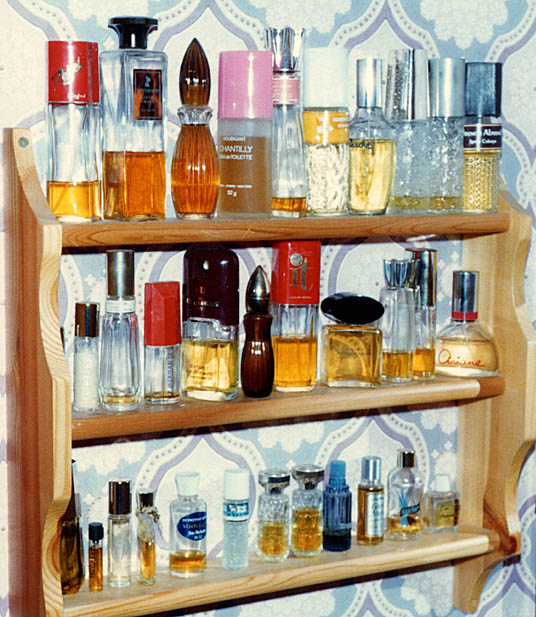
Frascos de perfume.

El ámbar gris es una secreción biliar de los intestinos del cachalote y se encuentra flotando en el mar, o en la arena de la costa. Aunque normalmente no supera unos cientos de gramos, el bloque de mayor tamaño de ámbar gris registrado pesaba 635 kg y provenía de un cachalote cazado en las Indias Orientales Neerlandesas. Debido a que se han hallado trozos de ámbar gris con picos de calamares gigantes incrustados, los científicos han propuesto la teoría de que el intestino de los cachalotes produce esta sustancia como medio para facilitar el tránsito de objetos duros y afilados que el animal haya comido inadvertidamente.
De acuerdo con el autor Philip Hoare, «el cachalote se traga vivos a los calamares, y la comida llega al primero de los cuatro estómagos. Luego pasa al segundo estómago para que los fuertes ácidos la despiecen y la reduzcan a una pulpa, ayudado por una masa febril de gusanos nemátodos (...). Cuando los desechos se desplazan por el intestino inferior, los negros picos del calamar, brillantes y quebradizos —junto con otras sustancias no digeribles, como la cutícula de nemátodos—, el sistema digestivo de la ballena segrega bilis para facilitar su avance. Ocasionalmente esta reacción química produce el ámbar gris».
El ámbar gris puede encontrarse en el océano Atlántico, océano Pacífico, en las costas de Brasil y Madagascar, de África, las Indias, la China continental, Japón, India, Australia, Nueva Zelanda y las Islas Molucas. De acuerdo a ciertos autores, la mayor cantidad de esta materia proviene del océano Índico. Sin embargo, la mayoría del que se comercializa procede de las Bahamas y Nueva Providencia en el mar Caribe. También se halla a veces en el abdomen de los cachalotes varados.

## Propiedades físicas
El ámbar gris se halla en trozos de varias formas y tamaños, pesando desde unos 15 g hasta unos 635 kg. Cuando acaba de ser expulsado o extraído del cachalote, el precursor graso del ámbar gris es de color blanco pálido (a veces con manchas negras), de consistencia blanda y un fuerte olor fecal. Tras pasar meses e incluso años de fotodegradación y oxidación en el océano, este precursor se endurece gradualmente, volviéndose de color gris oscuro o negro, textura frágil y cerosa y olor peculiar, que es a un tiempo dulce, terroso, marino y animal. Su olor ha sido descrito como una versión más agradable y suave del isopropanol sin su punzante aspereza.
El ámbar gris tiene una densidad relativa entre 0,780 y 0,926. Se funde a unos 62 °C en un líquido resinoso amarillo y graso, y a 100 °C se volatiliza en un vapor blanco. Es soluble en éter etílico y en aceites volátiles y fijos. El ámbar gris es relativamente no reactivo al ácido. Pueden separarse de él cristales blancos de una sustancia llamada ambreina, muy parecida a la colesterina, calentando el ámbar gris crudo en alcohol y dejando enfriar la solución resultante.

## Composición química
El elemento activo del ámbar gris es la ambreina, colesterol graso y cristalino, capaz de fijar los aceites volátiles mediante evaporación lenta.

## Economía y compuestos sustitutos
Históricamente, el principal uso comercial del ámbar gris ha sido la elaboración de perfumes, aunque también se ha usado para fines medicinales y saborizantes. Debido a que es difícil lograr un suministro consistente y fiable de ámbar gris de alta calidad, la gran demanda de éste y su elevado precio, la industria perfumista ha buscado el desarrollo de compuestos sustitutivos químicamente sintetizables. El más importante de ellos es el ambrox, que le ha reemplazado en mayor medida y es más ampliamente usado como odorizante en la elaboración de perfumes. La síntesis de ambrox más antigua e importante comercialmente es obtenida a partir del esclareol (extraído principalmente de la salvia romana), aunque se han ideado síntesis a partir de una variedad de otros productos naturales, incluyendo cis-abienol y tujona. También se han desarrollado procedimientos para la producción microbiana de ambrox.
El ámbar gris en bruto alcanza aproximadamente 10 USD por gramo (en 2006), siendo posibles precios mucho mayores para muestras de calidad particularmente alta. En los Estados Unidos, comprar o vender ámbar gris (incluyendo el que se recupera de las playas) es una violación de la Ley de Especies en Peligro de Extinción de 1978.